# Maya e i tre guerrieri
Maya e i tre guerrieri (Maya y los tres) è una miniserie televisiva fantasy animata creata da Jorge R. Gutiérrez e prodotta da Tangent Animation. La serie di nove episodi è stata presentata in anteprima su Netflix il 22 ottobre 2021.

## Trama
Ambientato in un mondo basato sulla tarda Mesoamerica precoloniale, Maya, principessa guerriera del regno di Teca, festeggia il suo quindicesimo compleanno, ma quando gli dei degli inferi appaiono e annunciano che dovrà pagare per i misfatti della sua famiglia, tutto cambia. Maya scopre infatti di essere una semidea figlia di lady Micte, la dea della morte, e se non verrà offerta in sacrificio, il mondo stesso sarà devastato dagli dei. Maya allora si imbarca in una ricerca per adempiere una profezia che dice che appariranno tre guerrieri che l'aiuteranno a sconfiggere questi dei e a salvare l'umanità stessa da distruzione.

## Episodi
| Stagione       | Episodi | Pubblicazione originale | Pubblicazione Italia |
| -------------- | ------- | ----------------------- | -------------------- |
| Prima stagione | 9       | 2021                    | 2021                 |

## Personaggi
- Maya, doppiata da Zoe Saldaña e in italiano da Letizia Scifoni.
È la principessa del Regno di Teca. È una semidea guerriera, figlia del re Teca e di Lady Micte, dea della morte, e figliastra della regina Teca. Maya è destinata a uccidere Lord Mictlan, il dio della guerra.
- Zatz, doppiato da Diego Luna e in italiano da David Chevalier.
È il principe dei pipistrelli e figlio del dio Camazotz. Guerriero ed ex emissario di Lord Mictlan. Si innamora, ricambiato, di Maya e si schiera con lei nella guerra contro gli degli Inferi.
- Rico, doppiato da Allen Maldonado e in italiano da Simone Crisari.
È mago esperto dell'Isola della Luna, spesso conosciuto come il "più grande mago mai esistito". È uno dei tre guerrieri che aiuteranno Maya nella sua lotta contro Lord Mictlan.
- Chimi, doppiata da Stephanie Beatriz e in italiano da Perla Liberatori.
È una guerriera selvaggia delle Terre della Giungla ed è una dei tre guerrieri che aiuteranno Maya nella sua lotta contro Lord Mictlan. Nata albina, Chimi fu ostracizzata dalla sua comunità a causa del suo aspetto e divenne nota come El Monstruo Blanco. Queste esperienze l'hanno portata ad essere estremamente diffidente nei confronti degli umani. Tuttavia, questo suo atteggiamento è cambiato quando ha incontrato Rico e Maya che rischiavano la vita per lei. essendo cresciuta nella giungla, riesce a parlare con gli animali.
- Picchu, doppiato da Gabriel Iglesias e in italiano da Francesco De Francesco.
È un guerriero barbaro delle Montagne d'Oro. Ha perso i suoi genitori in un attacco di banditi dopo aver mostrato pietà al leader, e da allora in poi è stato condannato a combattere i suoi mostri alle Scogliere del Rimorso. Si unì a Maya e combatté contro Lord Mictlan e sacrificò la sua vita combattendo gli dei per guadagnare tempo a Maya e agli altri.
- Lady Micte, doppiata da Kate del Castillo e in italiano da Laura Boccanera.
È la dea della morte, moglie di Lord Mictlan e madre biologica di Maya. All'inizio appare come una dea crudele e spietata che appoggia le decisioni del marito, mai si scopre dolce, gentile e affezionata a Maya. Alla fine si schiera con sua figlia contro Lord Mictlan. Essendo la dea della morte, può evocare gli spiriti dei morti e controllarli.
- Re Teca, doppiato da Jorge R. Gutierrez e in italiano da Roberto Gammino.
È l'attuale sovrano del Regno di Teca . È il marito della regina Teca , padre di Maya, Lancia, Pugnali, Scudo, Giaguaro e Aquila, ed ex amante di Lady Micte.
- Regina Teca, doppiata da Sandra Equihua e in italiano da Tiziana Avarista.
È la regina del Regno di Teca. È la moglie di Re Teca , madre dei tre gemelli Giaguaro, Giaguaro e Aquila, e matrigna di Maya.
- Lancia, Pugnale e Scudo, doppiati da Gael Garcia Bernal e in italiano da Emiliano Coltorti.
Sono i tre guerrieri Giaguari e fratellastri di Maya. I loro nomi derivano dalle armi che usano in battaglia.
- Lord Mictlan, doppiato da Alfred Molina e in italiano da Alberto Angrisano.
È il dio della guerra, il capo di tutti gli dei dell'oscurità e principale antagonista della serie. È un dio malvagio, crudele, spietato e assetato di potere. Teme Maya perché secondo la profezia è destinata a ucciderlo. essendo il dio della guerra è un formidabile guerriero, ma la sua abilità principale è quella di aumentare il suo potere mangiando i cuori degli altri dei.
- Camazotz, doppiato da Joaquin Cosio.
È il dio dei pipistrelli e padre di Zatz. Era il generale di Lord Mictlan. Esteriormente sembrava sostenere le azioni di Mictlan, ma dentro segretamente sosteneva Maya. Si preoccupava profondamente di suo figlio e non gli piaceva Mictlan per aver preso l'occhio di suo figlio.
- Acat, doppiata da Chelsea Rendon e in italiano da Letizia Ciampa.
È la dea dei tatuaggi e l'ex fidanzata di Zatz. È una potente dea guerriera incaricata di catturare Maya e portarla a Lord Mictlan. Tuttavia, a causa della sua eccessiva sicurezza, Acat fu sconfitta da Maya in battaglia, anche dopo aver usato diverse tattiche disonorevoli per cercare di abbatterla. Ciò ha portato Zatz a rompere con lei. Acat fu successivamente uccisa da Lord Mictlan come punizione per il suo fallimento. Essendo la dea dei tatuaggi, Acat può fa apparire ogni tipo di tatuaggi sul suo corpo e trasformarli in oggetti solidi per vari scopi.
- Cabrakan, doppiato da Danny Trejo e in italiano da Pasquale Anselmo.
È il dio dei terremoti e marito di Cipactli. Ha una testa staccabile che può essere usata come un proiettile fiammeggiante.
- Cipactli, doppiata da Rosie Perez e in italiano da Laura Lenghi.
È la dea degli alligatori e moglie di Cabrakan. Ha la capacità di trasformarsi in un alligatore gigante con alcune teste di alligatore, due su ciascuna mano e una all'estremità della coda, che le conferiscono un forte morso.
- Hura e Can, doppiati da Cheech Marin .
 Sono, rispettivamente, gli dei delle tempeste e del vento. Sono fratelli gemelli, che agiscono sempre insieme
- Chivo, doppiato da Carlos Alazraqui.
È il dio della magia nera, pertanto è un formidabile stregone.
- Osso e Teschio, doppiate da Grey Griffin e Alanna Ubach.
Sono le dee gemelle dei ladri. Teschio viene uccisa da Maya, mentre Osso muore quando Lord Mictlan le ha strappato il cuore per alimentare la sua forma finale.
- Vucub. doppiato da Eric Bauza.
È il dio degli animali della giungla. Un dio stoico e onorevole, Vucub inizialmente non amava l'umanità per la sua mancanza di rispetto verso la natura e gli animali. Era anche ostile nei confronti di Chimi perché sentiva che aveva tradito la sua famiglia di animali ed era responsabile dell'incendio della giungla. Tuttavia, dopo aver visto Chimi salvare un uccello da una delle sue frecce, Vucub capì che le importava e che la loro causa era nobile. Per questo fu accecato da Lord Mictlan e, arrabbiato per l'odio di Mictlan, si unì a Maya per sconfiggerlo.
- Xtabay, doppiata da Grey DeLisle.
È la dea delle illusioni. Alleata di Lord Mictlan, è in grado creare illusioni e di assumere le sembianze degli altri.
- Ah Puch, doppiata da Rita Moreno e in italiano da Graziella Polesinanti.
È una misteriosa vecchietta che aiuta Maya e i suoi amici nella loro missione

## Produzione
Nel novembre 2018, è stato riferito che Netflix stava sviluppando una miniserie televisiva animata su un guerriero mesoamericano. La serie ha Jorge Gutiérrez come regista, creatore e produttore esecutivo, mentre Tim Yoon è un produttore, Silvia Olivas e Jeff Ranjo sono co-produttori esecutivi. Gutiérrez, Olivas, Doug Langdale e Candie Kelty Langdale sono gli scrittori e Ranjo è il capo della storia della serie. La serie è stata descritta da Gutiérrez, nell'ottobre 2018, come equivalente a una versione messicana de Il Signore degli Anelli, "ma divertente". 
Il 15 settembre 2021, Gutiérrez ha descritto una clip esclusiva della serie, dicendo che la scena è stata ispirata da Street Fighter 2, La tigre e il dragone, Kill Bill, Ninja Scroll e da un " combattimento di chola " che ha visto a Tijuana, in Messico. Ha detto a Skwigly che la serie è "profondamente ispirata alla gloriosa arte mesoamericana" e che espone al Museo Nacional de Antropologia. Ha notato che la protagonista dello spettacolo, Maya, è ispirata da sua madre, sua moglie e sua sorella, e ha lasciato intendere che avrebbe somiglianze con i suoi lavori precedenti, El Tigre e Il libro della vita.
La serie ha chiuso il Guadalajara Film Festival, il 9 ottobre 2021, con la messa in onda di due episodi dello spettacolo in occasione di un evento speciale. 
La serie è stata creata utilizzando il software di animazione 3D open source Blender.

## Distribuzione
La serie è stata rilasciata su Netflix il 22 ottobre 2021. Netflix l'ha descritta come un "evento animato raccontato in nove capitoli epici". Ogni episodio della serie limitata dura 30 minuti, per un totale di 4 ore e mezza.

## Sequel cancellato
Nel maggio 2022, Netflix ha cancellato la sua miniserie successiva, Kung-Fu Death Punch. Originariamente concepito come film a sé stante al Festival di Annecy del 2017, ma qualche tempo dopo è passato a una miniserie di 9 episodi che segue Maya e i Tre Guerrieri. Lo showrunner Gutiérrez ha dichiarato in un tweet su Twitter che "il progetto non è morto. Semplicemente non va avanti con Netflix Animation".